# Rufius Postumius Festus
 (novembre 2019).
Si vous disposez d'ouvrages ou d'articles de référence ou si vous connaissez des sites web de qualité traitant du thème abordé ici, merci de compléter l'article en donnant les références utiles à sa vérifiabilité et en les liant à la section « Notes et références ».
Rufius Postumius Festus (fl. 439) est un homme politique de l'Empire romain.

## Biographie
Fils de Rufius Probianus et de sa femme Synesia Gennadia.
Il est préfet de la Ville et consul en 439.
Il se marie avec Hadriana, fille de Hadrianus et petite-fille paternelle de Hadrianus. Ils ont trois fils: Rufius Synesius Hadrianus, Rufius Aggerius Festus et Rufius Valerius Messalla.